# Óscar Soliz

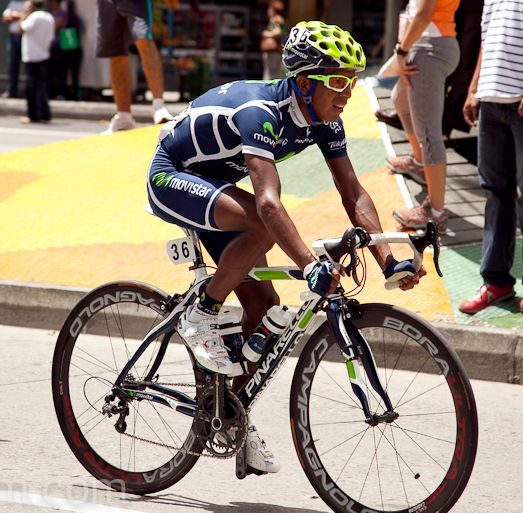
Óscar Soliz bei der Vuelta a Antioquia 2011

Óscar Soliz Villca (* 9. Januar 1985 in Villazón) ist ein bolivianischer Radrennfahrer.
Óscar Soliz war einer der erfolgreichsten bolivianischen Radfahrer ab Mitte der 2000er Jahre bis in die 2010er Jahre hinein. 2007 gewann er die Gesamtwertungen der bolivianischen Radrennen Doble Sucre Potosí Gran Premio und Doble Copacabana Gran Premio Fides, den Erfolge beim Doble Sucre Potosí Gran Premio konnte er 2009 wiederholen. Bis 2016 wurde insgesamt zehn Mal nationaler Meister in Straßenrennen und Einzelzeitfahren. 2013 entschied er die Vuelta al Sud de Bolivia für sich.
Zu Beginn der Kolumbien-Rundfahrt 2017 wurde Soliz – wie sieben andere Rennfahrer auch – positiv auf der Blutdopingmittel CERA getestet. Er gestand das Doping ein, er habe „aus Verzweiflung“ gehandelt. Der Weltradsportverband UCI sperrte ihn für vier Jahre bis zum 31. Juli 2021.

## Erfolge
2007
- Gesamtwertung und eine Etappe Doble Sucre Potosí Gran Premio
- Gesamtwertung und eine Etappe Doble Copacabana Gran Premio Fides

2008
- Bolivianischer Meister – Einzelzeitfahren

2009
- eine Etappe Doble Sucre Potosí Gran Premio
- drei Etappen Vuelta a Bolivia

2010
- Bolivianischer Meister – Einzelzeitfahren
- Bolivianischer Meister – Straßenrennen
- Gesamtwertung und drei Etappen Doble Sucre Potosí Gran Premio
- Gesamtwertung und drei Etappen Vuelta a Bolivia

2011
- Bolivianischer Meister – Einzelzeitfahren
- eine Etappe Vuelta a Costa Rica

2012
- Bolivianischer Meister – Einzelzeitfahren
- drei Etappen Vuelta a Bolivia

2013
- Gesamtwertung und drei Etappen Vuelta al Sud de Bolivia
- zwei Etappen Vuelta a Bolivia

2014
- Bolivianischer Meister – Einzelzeitfahren
- Bolivianischer Meister – Straßenrennen

2015
- Bolivianischer Meister – Einzelzeitfahren
- Bolivianischer Meister – Straßenrennen

2016
- Bolivianischer Meister – Einzelzeitfahren
- Bolivianischer Meister – Straßenrennen

## Teams
- 2011 Movistar Continental Team
- 2012 Movistar Continental Team
- 2013 Movistar Team América
- 2014 Movistar Team América
- 2015 Movistar Team América
- 2016 Movistar Team América